# Jon Christensen
Jon Christensen (født 20. marts 1943 i Oslo, død 18. februar 2020 i Oslo) var en norsk avantgardistisk jazztrommeslager.
Christensen hørte til eliten af jazzmusikere fra Europa[kilde mangler], og han fik for alvor sit gennembrud i Keith Jarretts europæiske kvartet, som også talte Jan Garbarek og Palle Danielsson.
Han indspillede med utallige musikere på pladeselskabet ECM, f.eks. Keith Jarrett, Jan Garbarek, Ralph Towner, Gary Peacock, Terje Rypdal, Charles Lloyd, Bobo Stenson, Miroslav Vitous, Eberhard Weber og John Abercrombie.